# Reação elementar
Em química,  uma reação elementar é aquela que se produz em uma só etapa (ou "passo"). As moléculas reacionais interagem por sua vez no espaço e no tempo conduzindo a produto através de um único estado de transição. Nos termos da IUPAC, é uma reação química na qual uma ou mais das espécies químicas reagem diretamente para formar produtos em uma única etapa de reação e com um único estado de transição. Portanto é uma reação onde não se detectam intermediários ou não são necessários para descrever como transcorre ao nível molecular. 
As reações elementares, em oposição às reações complexas, tem uma característica distintiva: a molecularidade (o número de moléculas que participam em uma reação ou etapa elementar) é igual à estequiometria total da reação (a soma dos coeficientes estequiométricos dos reagentes) e a ordem de reação (a soma dos exponentes na equação de taxa de reação).
Em uma reação elementar unimolecular uma molécula, A, dissocia-se ou isomerisa-se para formar o(s) produto(s).
{\displaystyle {\mbox{A}}\rightarrow {\mbox{produtos}}}
A taxa de tal reação, a temperatura constante, é proporcional à concentração das espécies A
{\displaystyle {\frac {d[{\mbox{A}}]}{dt}}=-k[{\mbox{A}}]}
Em uma reação elementar bimolecular, dois átomos, moléculas, íons ou radicais, A e B, reagem juntos para formar o(s) produto(s).
{\displaystyle {\mbox{A + B}}\rightarrow {\mbox{produtos}}}
A taxa de tal reação, a temperatura constante, é proporcional ao produto das concentrações das espécies A e B. 
{\displaystyle {\frac {d[{\mbox{A}}]}{dt}}={\frac {d[{\mbox{B}}]}{dt}}=-k[{\mbox{A}}][{\mbox{B}}]}
Esta expressão pode ser derivada dos primeiros princípios usando-se a teoria das colisões. A expressão da velocidade para uma reação elementar bimolecular é algumas vezes referida como relacionada a lei da ação das massas conforme proposta por Guldberg e Waage em 1864. Um exemplo deste tipo de reação é a reação de cicloadição. 
Três espécies químicas podem reagir simultaneamente em reações elementares trimoleculares. Tais reações, entretanto, são muito raras, e do ponto vista probabilístico, muito difíceis de ocorrer.
Qualquer reação química pode ser decomposta em um conjunto de reações elementares. Entretanto, nem sempre é possível utilizar a lei da ação das massas para determinar a equação de taxa geral já que há sistemas químicos que não são triviais. Não obstante, soluções analíticas são possíveis em casos favoráveis, veja-se, por exemplo, a aproximação de estado estacionário ou cinética de Michaelis-Menten para reações baseadas em enzimas.